# Sergio Ciomei
Sergio Ciomei (né à Gênes en 1965), est un pianiste, organiste, claveciniste classique et pédagogue italien.

## Biographie
Sergio Ciomei, né à Gênes en 1965, étudie le piano avec Franco Trabucco (it), obtenant son diplôme en 1984 et se perfectionne avec András Schiff. Lauréat de plusieurs concours de piano, il remporte en 1991 le 2e prix du concours du Mozarteum de Salzbourg. Il étudie également le clavecin avec Christophe Rousset et Jan-Willem Jansen, ainsi que le pianoforte avec Andreas Staier et Laura Alvini. Il est maître assistant de cours de musique baroque à l'Académie musicale Chigiana de Sienne durant cinq années de 1989 à 1994.

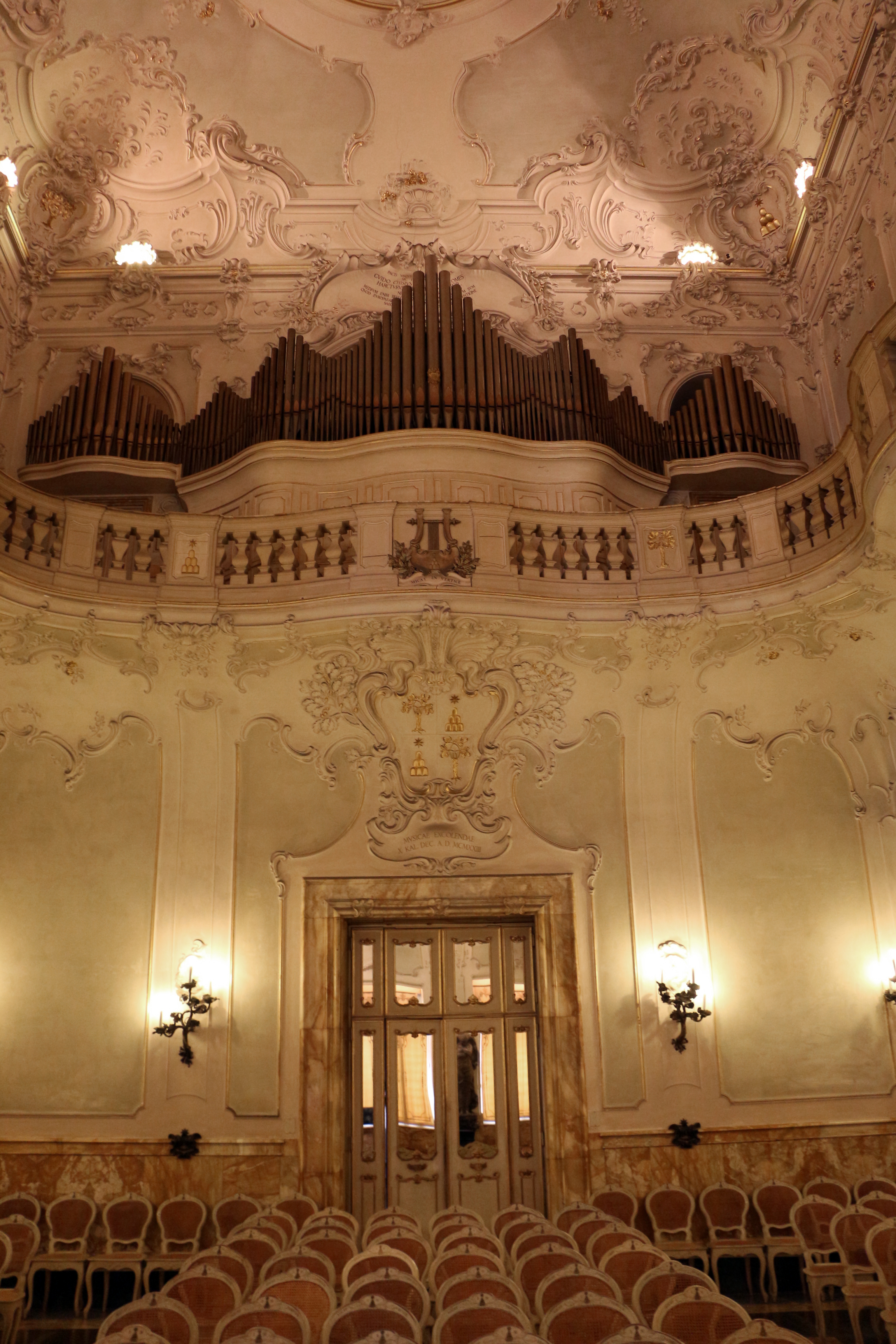
Salle de concert du palazzo Chigi-Saracini. Académie musicale Chigiana de Sienne.

Sergio Ciomei se produit dans des concerts à travers le monde, comme joueur de piano et de clavecin solo, avec les ensembles Europa Galante et Tripla Concordia, recueillant des critiques favorables des magazines européens. Il joue sous la direction de Frans Brüggen, Fabio Biondi, David del Pino Klinge, J. Kantorronn. Il est notamment invité à la Philharmonie de Berlin, à l'Auditorium National de Madrid, au Théâtre des Champs-Élysées à Paris et au Théâtre de l'Université de Santiago du Chili. Il paraît en duo avec Cecilia Bartoli à partir de 2001, au Théâtre des Champs-Élysées à Paris, au festival international de Bad Kissingen, au Palais des beaux-arts de Bruxelles, entre autres,.

## Discographie
Sergio Ciomei a enregistré, entre autres, pour les labels Nuova Era, Opus 111, Dynamic, Cantus, Arcana, Challenge Classics, Philarmonia et Virgin. 
- Mancini, 6 sonates pour flûte à bec et basse continue - Lorenzo Cavasanti, flûte à bec ; Caroline Boersma, violoncelle ; Sergio Ciomei, clavecin (22-24 juin 1992, Nuova Era) (OCLC 32550723)
- Scarlatti, 15 sonates : K. 64, 84, 85, 394, 262, 213, 545, 268, 318, 314, 56, 308, 491, 492 et 513 (28 février 2000/2-3 février 2001, Challenge Classics)[4] (OCLC 990955177).
- Debussy, Suite bergamasque, Images, livre I, Children's corner, deux Arabesques (mars 2001, Dynamic) (OCLC 881210216)
- Mozart, Sonates pour clavier et violon, Kv. 301–305 et Kv. 206, 302, 304, Variations 374a et 374b - Sergio Ciomei piano-forte ; Haim Fabrizio Cipriani, violon (mai 1996, Cantus et 2003, NorthWest Classics) (OCLC 658766606 et 747278412).